# Соботка, Богуслав
Богуслав Соботка (чеш. Bohuslav Sobotka; род. 23 октября 1971, Тельнице, округ Брно-пригород, Чехословакия) — чешский политик, министр финансов в 2002—2006, исполняющий обязанности руководителя Чешской социал-демократической партии в 2005—2006 и с 2010 года. Премьер-министр Чехии в 2014—2017 годах.

## Биография
Богуслав Соботка родился 23 октября 1971, в Тельнице (округ Брно-пригород). В 1995 году окончил юридический факультет Масарикова университета в Брно, где учился вместе со Зденеком Коуделкой.
В 1996 году был впервые избран в Палату депутатов. 15 июля 2002 года стал министром финансов в правительстве Владимира Шпидлы, сохранил свой пост в кабинетах Станислава Гросса и Иржи Пароубека; ушёл в отставку после поражения ЧСДП на выборах 2006 года.
Дважды — в 2003—2004 и 2005—2006 годах — был вице-премьером правительства. После отставки Станислава Гросса Соботка временно исполнял обязанности руководителя партии до партийных выборов (на них победил Пароубек). После неудачного выступления ЧСДП на парламентских выборах 2010 года и отставки Пароубека с поста председателя партии Соботка вновь стал исполняющим обязанности руководителя партии. В марте 2011 года избран председателем партии. Также Соботка возглавляет фракцию ЧСДП в Палате депутатов.
17 января 2014 года назначен премьер-министром Чехии.

## Личная жизнь
Женат, имеет двоих детей.